# Utilitarismus
Utilitarismus (z latinského utilis, utile užitečný, česky utilitářství) je rozšířený a vlivný filosofický a etický směr, který chce lidské jednání poměřovat a hodnotit podle toho, kolik užitku (štěstí, blaha, dobra) způsobí, případně kolik zla (utrpení, bolesti, nouze) odstraní. V obou případech hodnotí jednání pouze podle jeho důsledků (konsekvencí) a patří tedy mezi konsekvencialistické směry. Protože hodnotí podle subjektivního hodnocení dobra jako prospěchu, užitku nebo štěstí a naopak zla jako utrpení a bolesti, je to směr eudaimonistický či hedonistický.

## Historie
Zakladatelem utilitarismu byl britský filosof a společenský reformátor Jeremy Bentham (1748–1832), který jej vyložil v knize Úvod do principů morálky a zákonodárství (1789). Podobné myšlenky ovšem zastával už Epikúros (340-270 př. n. l.), osvícenský materialismus a někteří angličtí myslitelé novověku (Thomas Hobbes, Francis Hutcheson, David Hume). Ke klasikům utilitarismu dále patří John Stuart Mill (Utilitarianism, 1863) a Henry Sidgwick (Methods of Ethics, 1875).
Jakkoli se utilitarismus zdá být jasný a jednoduchý, u některých myslitelů fakticky znamená egoismus (hledání vlastního prospěchu), kdežto Hutchesonova klasická formulace „co největší prospěch pro co nejvíce lidí“ naopak zdůrazňuje, že by měl oceňovat prospěch druhých stejně jako svůj vlastní. Proto byl utilitarismus ostře kritizován (například už Immanuelem Kantem), ale jako pokus o zdůvodnění čistě laické morálky si stále zachovává svůj vliv, zejména v anglicky mluvícím světě.

## Druhy utilitarismu
Přitažlivost utilitarismu spočívá v tom, že je snadno pochopitelný a nabízí možnost hodnocení, které by platilo pro každého stejně. Jeho skeptická varianta, která uvažuje jen o vlastním prospěchu, ovšem by už nebyla etikou, nýbrž teorií sobecké společnosti. Naproti tomu ideálnější varianty (Hutcheson, J. St. Mill, Sidgwick), které chtějí prospěch druhého hodnotit přesně stejně jako prospěch vlastní, předpokládají u každého mravní smysl (moral sense), jímž se člověk odlišuje od zvířat. Někteří autoři považují za „užitek“ jednání jen jeho bezprostřední, okamžitý prospěch, kdežto jiní do něho zahrnují i výhled na prospěch budoucí, který je ovšem vždycky nejistý. Někteří uvažují jen o hmatatelném užitku (majetek, požitek, zisk), jiní zdůrazňují pocit štěstí člověka, který pomohl druhému.

### Klasický utilitarismus

#### Jeremy Bentham
Zakladatel utilitarismu, který jeho základní principy sepsal v knize „Úvod do principů mravnosti a zákonodárství“ z roku 1789, kde hodnotil užitečnost zákonů a ty bez užitku chtěl zrušit. „Užitkem“ zde rozumí například blahobyt nebo štěstí, které chce měřit „výpočtem obšťastnění“ (felicific calculus) ze šesti parametrů: intenzity, trvání, jistoty (že účinek nastane), blízkosti (čím bližší, tím cennější), čistoty‚ (nesmíšenosti s jinými) a rozsahem (počtem lidí, kterým jednání prospěje).  
Většina Benthamových knih nebyla publikována, až je Etienne Dumont začal vydávat ve francouzštině.

#### John Stuart Mill
Mill své myšlenky sepsal v knize „Utilitarismus“ z roku 1861, kde odmítá kvantitativní měření blaha a vylučuje Benthamův hédonistický výpočet. „Je absurdní si myslet, že zatímco při hodnocení všech ostatních věcí se uvažuje kvalita stejně jako kvantita, u hodnocení potěšení by mělo záležet pouze na kvantitě.“ (Mill, 2011) Utilitarismus je pro něho základ morálky, hodnocení podle užitku a principů největšího štěstí. Zdůrazňuje, že „užitek“ a „štěstí“ nelze omezovat na okamžité pocity a že musí zahrnovat i očekávané účinky v budoucnosti. Rozlišuje různé druhy potěšení, které není možné měřit a počítat, a uvědomuje si, že pokud není možné zvyšovat pocit štěstí, musí se snížit pocit neštěstí.

### Henry Sidgwick
Britský filosof se v knize „Metoda etiky“ z roku 1874 snaží utilitarismus obhájit, i když s vážnou výhradou. Podle Sidgwicka lze lidské jednání racionálně obhájit buďto egoismem, nebo odvoláním se na mravní intuici, anebo na jeho užitek. Utilitarismus je podle Sidgwicka základní, neboť například intuice si nedovede poradit s konfliktem hodnot a potřebuje racionální pravidlo pro rozhodování. To jí poskytuje utilitarismus, který lze právě tak použít i při výkladu nejasných pravidel atd. Chápe jej tedy jako doplňující praktickou pomůcku v dilematických situacích. Jeho výhrada spočívá v tom, že utilitaristická úvaha vyžaduje dobré informace a dobrou schopnost logického myšlení. Komu jedno nebo druhé chybí, snadno by v úvaze zabloudil a rozhodl ještě hůř, než když se spolehne na mravní intuici.

### Ideální utilitarismus
Ideální utilitarismus je nejčastěji spojován s britským filosofem Georgem Edwardem Moorem a jeho dílem „Principa Ethica“ z roku 1903. Moore byl pluralista a tvrdil, že dobro nemůže být jen slast, jak to tvrdili hedonisté, nýbrž patří k němu i jiné cenné věci, například krása, která nezávisí na našich pocitech. Naopak dbát na krásu, hledat ji a oceňovat, může být dokonce povinnost.
Kladl také důraz na „organickou jednotu“, neboť vnitřní hodnota celku je daleko vyšší než součet jednotlivých částí. Tak například lidské tělo jako živý celek má daleko vyšší hodnotu než jeho jednotlivé části a bylo by nesmyslné chtít tuto hodnotu zvyšovat přidáním třeba další nohy. Podobně sama krása nějaké věci má malou pozitivní hodnotu, když k ní však přistoupí ještě vnímání této krásy, vznikne celek daleko větší hodnoty, než kdyby se ty dvě malé hodnoty sečetly.

### Negativní utilitarismus
Jinou verzí, kterou podporoval například Karl Popper, je negativní utilitarismus: místo maximalizace štěstí, jež je obtížné definovat, je důležitá snaha minimalizovat utrpení. Jenže důsledná aplikace tohoto principu by vyžadovala radikální řešení: lidské utrpení lze úplně vymýtit jen tak, že by byli všichni lidé (bezbolestně) vyhubeni. Novější verze negativního utilitarismu proto žádají jen omezování takového utrpení, které vzniká z omezení svobody, z nemožnosti uskutečňovat své volby či preference.

### Kritika utilitarismu
Utilitarismus není jen jedna teorie, ale řada různých teorií, které se rozvíjely více než dvě století. Kritika tedy může mít rozdílné důvody a rozdílné cíle.
- Pokud by utilitarismus hodnotil jen na základě bezprostředního užitku či prospěchu, nemohl by ocenit například zákrok chirurga, který pacientovi způsobí bezprostřední bolest, ovšem s nadějí na prodloužení života. Kdyby však chtěl zahrnout i očekávaný užitek, není jasné, jak dlouhou dobu má do tohoto očekávání zahrnout, jinak řečeno, za jak dlouho má užitek či poškození hodnotit. Představa „operativní použitelnosti“ utilitarismu se tak ukazuje jako iluze.
- Nemožnost vyčíslit, porovnat nebo změřit míru štěstí a blahobytu. Nelze vytvořit stupnici, na které by bylo možné poměřit a číselně vyjádřit všechny hodnoty, jelikož lidský život vyčíslený strohou racionalitou neodpovídá představě, kterou by mu přiřkly např. osoby blízké. Všechny hodnoty nejsou stejné a nejsou ani uspokojivě porovnatelné.
- Potlačení práv jednotlivce. Nedostatkem principu „co nejvíce a pro co nejvíce“ je zanedbání práv jednotlivé osoby. Michael Sandel, který přednáší na Harvardu kurz o spravedlnosti, uvádí jako příklad mučení zajatého teroristy, který pravděpodobně má informace o plánovaném útoku, při kterém může zahynout velké množství lidí.[6] Podle Benthamova utilitarismu by bylo správné takového člověka mučit.[7] Moderní právo však (snad s výjimkou např. amerického Patriot Act[8]) tuto úvahu odmítá a trvá na tom, že mučení člověka nelze ospravedlnit žádným užitkem, který by mohlo přinést.

## Citáty
„Největší štěstí největšího počtu – to je základ morálky i zákonodárství.
Příroda určila lidstvu dva suverénní pány, utrpení a štěstí. Jen oni stanoví, co máme dělat, a určují, co budeme dělat.
Lidské bytosti jsou motivovány pouze touhou získat blaho a vyhnout se utrpení“ — Jeremy Bentham  
„Ničivý blud utilitarismu lze definovat jako záměnu prostředků a cíle. Peníze jsou původně pouhé prostředky. Hovorová řeč to dosud vyjadřuje rčením: "Má na to prostředky". Kolik lidí by však dnes pochopilo, kdybychom se jim pokoušeli vysvětlit, že peníze samy o sobě nemají žádnou hodnotu?“ — Konrad Lorenz  